# Parafia Ewangelicko-Metodystyczna w Lublinie
Parafia Ewangelicko-Metodystyczna w Lublinie – zbór metodystyczny działający w Lublinie. Należy do okręgu centralnego Kościoła Ewangelicko-Metodystycznego w RP. Pastorem zboru jest ks. Jarosław Bator.
Nabożeństwa z sakramentem Wieczerzy Pańskiej odbywają się raz w miesiącu, w niedzielę o godzinie 14. Po nabożeństwie istnieje możliwość kontynuacji społeczności w ramach agapy – spotkania przy kawie, herbacie i ciastku.
Lubelska parafia zaangażowana jest w działalność ekumeniczną. Uczestniczy w lokalnych obchodach Tygodnia Modlitw o Jedność Chrześcijan, w ramach którego organizuje nabożeństwo Słowa Bożego.  
Kościół Ewangelicko-Metodystyczny prowadzi w Lublinie od 1992 r. własną szkołę języka angielskiego College of English „U Metodystów” (ul. Borelowskiego 5). Dawniej, w budynku szkoły znajdowała się także metodystyczna kaplica, w której odbywały się nabożeństwa.